# هفته کاری چهار روزه
هفتهٔ کاری چهار روزه شیوه‌ای است که در آن کارمندان یا محصلان به‌جای شیوهٔ رایج‌تر پنج روزه، تنها چهار روز در محل کار یا مدرسه یا دانشگاه حاضر می‌شوند. این شیوه می‌تواند بخشی از ساعات کاری شناور باشد و گاهی از آن برای کاهش هزینه استفاده می‌شود.
جنبش هفتهٔ چهار روزه در سال‌های اخیر رشد چشمگیری داشته و کسب و کارها و سازمان‌های هرچه بیشتری در اطراف جهان در حال آزمایش یا پذیرش دائمی این سیستم، با ۳۲ ساعت کار و بدون کاهش دستمزد کارمندان، هستند. بیشترِ این کسب و کارها و سازمان‌ها، که شامل کارگران یقه‌سفید هستند، دریافته‌اند که هفتهٔ چهار روزه هم برای کارفرمایان و هم برای کارمندان برد-برد است؛ چنان‌که اجراهای آزمایشی نشان داده‌اند که این سیستم -عمدتاً از طریق حذف زمان کاری هدر رفته- منجر به تعادل کار-زندگی بهتر، سطح استرس پایین‌تر، و افزایش بهره‌وری، می‌شود. باوجود این، کارشناسان این پرسش را مطرح می‌کنند که آیا این شیوه برای کارگران یقه آبی نیز قابل‌استفاده هست یا خیر؛ کارگرانی که یا زمان هدر رفتهٔ کمی دارند یا در سیستمِ چهار روزه باید سریع‌تر کار کنند تا بهره‌وری خود را حفظ کنند، و به‌این‌ترتیب سطح استرس آن‌ها بالا رفته و امنیت‌شان کاهش می‌یابد.
هفتهٔ کاری پنج روزه یک هنجار فرهنگی است؛ هنجاری که نتیجهٔ فعالیت‌های اتحادیه‌ای در دههٔ اول قرن بیستم برای کاهش هفتهٔ کاری شش روزه بود. این فعالیت‌ها منجر به ابداع تعطیلات آخر هفته شد. در اوایل قرن بیستم، هنگامی‌که متوسط ساعات کاری هفته در کشورهای توسعه‌یافته از ۶۰ ساعت به ۴۰ ساعت کاهش یافت، انتظار می‌رفت که کاهش بیشتری نیز در طول زمان رخ دهد. در سال ۱۹۳۰، اقتصاددان جان مینارد کینز تخمین زد که تغییرات تکنولوژیکی و بهبود بهره‌وری هفتهٔ کاری ۱۵ ساعته را ظرف دو سه نسل ممکن می‌کند. افراد برجستهٔ دیگری که در طول تاریخ کاهش‌های ادامه‌دار در ساعات کاری را پیش‌بینی کردند عبارتند از بنجامین فرانکلین (از آباء بنیان‌گذار آمریکا)، کارل مارکس، جان استوارت میل (فیلسوف بریتانیایی)، و جورج برنارد شاو (نمایشنامه‌نویس). در سال ۱۹۵۶، ریچارد نیکسون، که در آن زمان معاون رئیس‌جمهور آمریکا بود، وعده داد که آمریکایی‌ها «در آینده‌ای نه‌چندان دور» تنها مجبور خواهند بود چهار روز در هفته کار کنند.